# Saint-Pierre-en-Faucigny
Saint-Pierre-en-Faucigny település Franciaországban, Haute-Savoie megyében. Lakosainak száma 7848 fő (2022. január 1.). Saint-Pierre-en-Faucigny Amancy, Arenthon, Bonneville, Saint-Laurent és Glières-Val-de-Borne községekkel határos.

## Népesség
A település népessége az elmúlt években az alábbi módon változott:
| Lakosok száma | 5932 | 6241 | 6542 | 6573 | 6889 | 7091 | 7333 | 7591 | 7848 |
|               | 2013 | 2015 | 2016 | 2017 | 2018 | 2019 | 2020 | 2021 | 2022 |